# Arete-hime
Arete-hime (アリーテ姫?, Arīte-hime, lett. "La principessa Arete") è un film d'animazione del 2001 diretto da Sunao Katabuchi.
Pellicola prodotta dallo studio di animazione giapponese Studio 4°C e basata sul romanzo di Diana Coles del 1983 The Clever Princess. Il film è un approccio non tradizionale alle storie classiche delle principesse delle fiabe, ed è noto in Giappone come una delle opere di maggior successo dell'animazione femminista.

## Trama
Sotto il dominio del suo solenne padre re, la giovane principessa Arete cresce in una torre solitaria in attesa di un degno pretendente. Mentre i corteggiatori portano a termine innumerevoli ricerche per il sovrano, lei inizia a sperimentare una curiosità verso il mondo esterno. Uscendo furtivamente dal castello più volte, inizia a riconoscere che ha perso una parte della sua vita mentre si trovava nell'isolamento della sua torre. Una notte, indaga sui regali che le sono stati dati dal suo pretendente e trova un libro che le racconta le storie di antiche creazioni di streghe e maghi. Quando la sua vita viene sconvolta dall'arrivo di due pretendenti molto entusiasti, a cui lei non mostra alcun interesse, Arete si decide a fuggire, venendo però catturata dalle guardie e inviata a suo padre.
Poco prima di essere portato da lei, il re ha incontrato un potente stregone di nome Boax, il quale chiede la mano della figlia. Sebbene esiti all'inizio, alla fine si arrende dopo che Boax ha incantato sua figlia facendola diventare remissiva ed ubbidiente. Boax quindi la porta nel suo castello lontano prima del matrimonio. Lì rivela che lui non la ama e che l'unica ragione per cui l'ha portata là è di imprigionarla in una cella, poiché ha familiarità con una profezia secondo cui una principessa di nome Arete avrà il potere di portargli via la sua vita eterna.
Mentre Arete si ambienta nel suo nuovo mondo solitario, lentamente diventa amica di un abitante del villaggio di nome Ample, che le spiega che Boax ha stretto un patto con gli abitanti di una vicina città per provvedere a fornire loro acqua per i campi finché gli daranno da mangiare. Nonostante questo accordo, Ample rivela che hanno iniziato a trovarla da soli e che presto saranno liberi dalla dipendenza dalla magia di Boax. Incoraggiata da Ample, Arete alla fine perde l'incantesimo e ritrova i suoi vecchio spirito ribelle. Subito dopo chiede a Boax, fingendo ancora d'essere sotto incantesimo, di uscire dal castello per poter fare una ricerca magica. Ritornando in segreto al maniero, Arete scopre invece la fonte della magica abilità di Boax di creare acqua per la città. Nel tentativo di recuperare la fonte di tale abilità, Arete viene scoperta da Boax che in un impeto di sconforto distrugge il suo castello e rilascia acqua nella terra. Viene rivelato che non è davvero un grande mago e può usare solo un potere limitato. Mentre corre per sfuggire all'acqua, la sua gemma che gli dà la vita eterna viene distrutta.
Arete è finalmente libera di partire e di farsi una vita vera. Il film si conclude con Boax che guarda le sue stesse mani pensando alle parole della principessa.

## Produzione

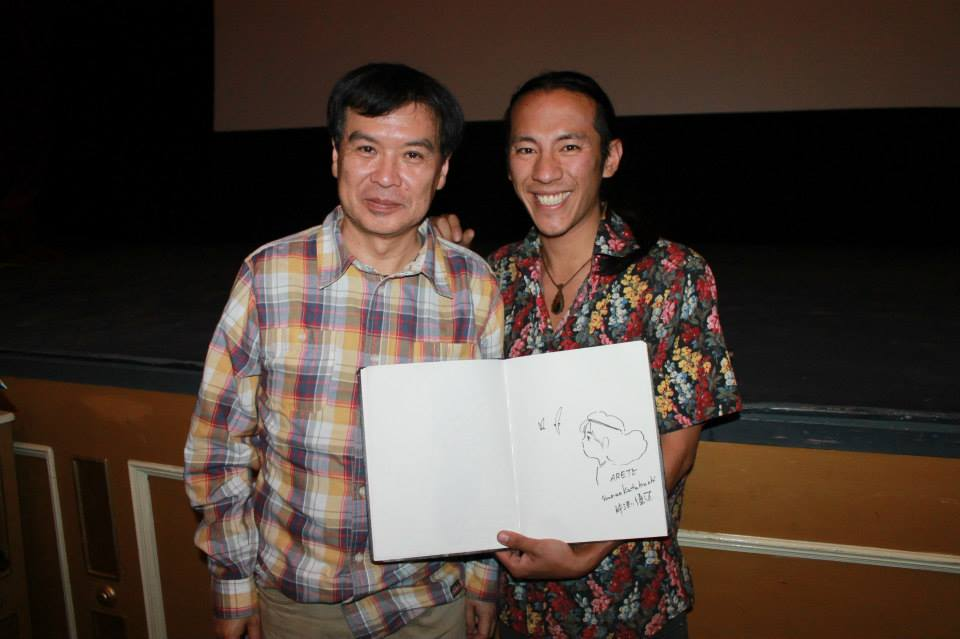
Il regista Katabuchi (a sinistra)

Arete-hime è stato distribuito nelle sale nel 2001 dallo Studio 4 °C. È stato premiato con il "New Century Tokyo International Anime Fair 21" per l'eccellenza nella categoria "Uscita cinematografica". Basato su un romanzo di Diana Coles intitolato The Clever Princess, ribattezzato Arete-hime no bōken (アリーテ姫の冒険?, Arīte-hime no bōken, lett. "L'avventura della principessa Arete") in Giappone, presenta uno sviluppo della trama sostanzialmente diverso rispetto all'originale, soprattutto perché il regista Sunao Katabuchi, quando è entrato a far parte del progetto, si è sentito a disagio nel raccontare una storia femminista da un punto di vista maschile e quindi focalizzato su temi più generali come l'individualismo, il rispetto e la diversità.
L'opera è stata spesso accostata a quelle prodotte dallo Studio Ghibli e criticata per il suo ritmo lento.

## Colonna sonora

### Canzoni del film
- Wings of Gold
  - Testo: Taeko Oonuki
  - Compositore e arrangiatore: Akira Senju
- Krasnoe Solntse
  - Testo: Origa
  - Compositore e arrangiatore: Akira Senju